# In Walked Mary
Pour plus de détails, voir Fiche technique et Distribution.
 In Walked Mary est un film américain réalisé par George Archainbaud et sorti en 1920.

## Fiche technique
- Réalisation : George Archainbaud
- Scénario : George DuBois Proctor d'après la pièce Liza Ann d'Oliver D. Bailey[1].
- Producteur : Albert Capellani
- Photographie : Lucien Tainguy
- Production : Albert Capellani Productions
- Distributeur : Pathé Exchange
- Pays :  États-Unis
- Date de sortie :
  - États-Unis : 7 mars 1920

## Distribution
- June Caprice : Mary Ann Hubbard
- Thomas Carrigan : Dick Allison
- Stanley Walpole : Wilbur Darcey
- Vivienne Osborne : Betsy Caldwell
- Frances M. Grant : Mammy